# Bioma Amazônia
O bioma Amazônia ou bioma amazônico contém a floresta amazônica, uma área de floresta tropical, e outras ecorregiões que cobrem a maior parte da bacia do rio Amazonas e algumas áreas adjacentes ao norte e ao leste. O bioma contém florestas alagadas de águas pretas e brancas, florestas de terra firme de terras baixas e montanhosas, florestas de bambu e palmeiras, savanas, charnecas arenosas e tundra alpina. Algumas áreas do bioma estão ameaçadas pelo desmatamento para extração de madeira e para dar lugar a pastagens ou plantações de soja.

## Localização
O bioma Amazônia tem uma área de 6 700 000 quilômetro quadrados (2 600 000 sq mi). O bioma corresponde aproximadamente à bacia amazônica, mas exclui áreas dos Andes a oeste e do cerrado ao sul, e inclui terras a nordeste que se estendem até o oceano Atlântico com vegetação semelhante à da bacia amazônica. J. J. Morrone (2006) define a sub-região amazônica nesse sentido mais amplo, dividida nas províncias biogeográficas da Guiana, Guiana Úmida, Napo, Imeri, Roraima, Amapá, Várzea, Ucayali, Madeira, Tapajós-Xingu, Pará, Yungas e Pantanal. O World Wildlife Fund adota um escopo semelhante, em que o bioma Amazônia inclui as florestas tropicais do Escudo das Guianas ao norte e as florestas secas de Chiquitano na Bolívia.
O bioma cobre partes do Brasil, Bolívia, Peru, Equador, Colômbia, Venezuela, Guiana, Suriname e Guiana Francesa. No Brasil, o bioma cobre mais de 4 100 000 quilômetro quadrados (1 600 000 sq mi) e abrange todos ou partes dos estados do Acre, Amazonas, Roraima, Rondônia, Pará, Amapá, Maranhão, Tocantins e Mato Grosso. O bioma Amazônia cobre 49,29% do Brasil. 16% do bioma está no Peru. Em 2015, cerca de 23,4% da bioma Amazônia do Peru estava protegida, mas menos da metade estava totalmente protegida.

## Ambiente físico

### Terreno

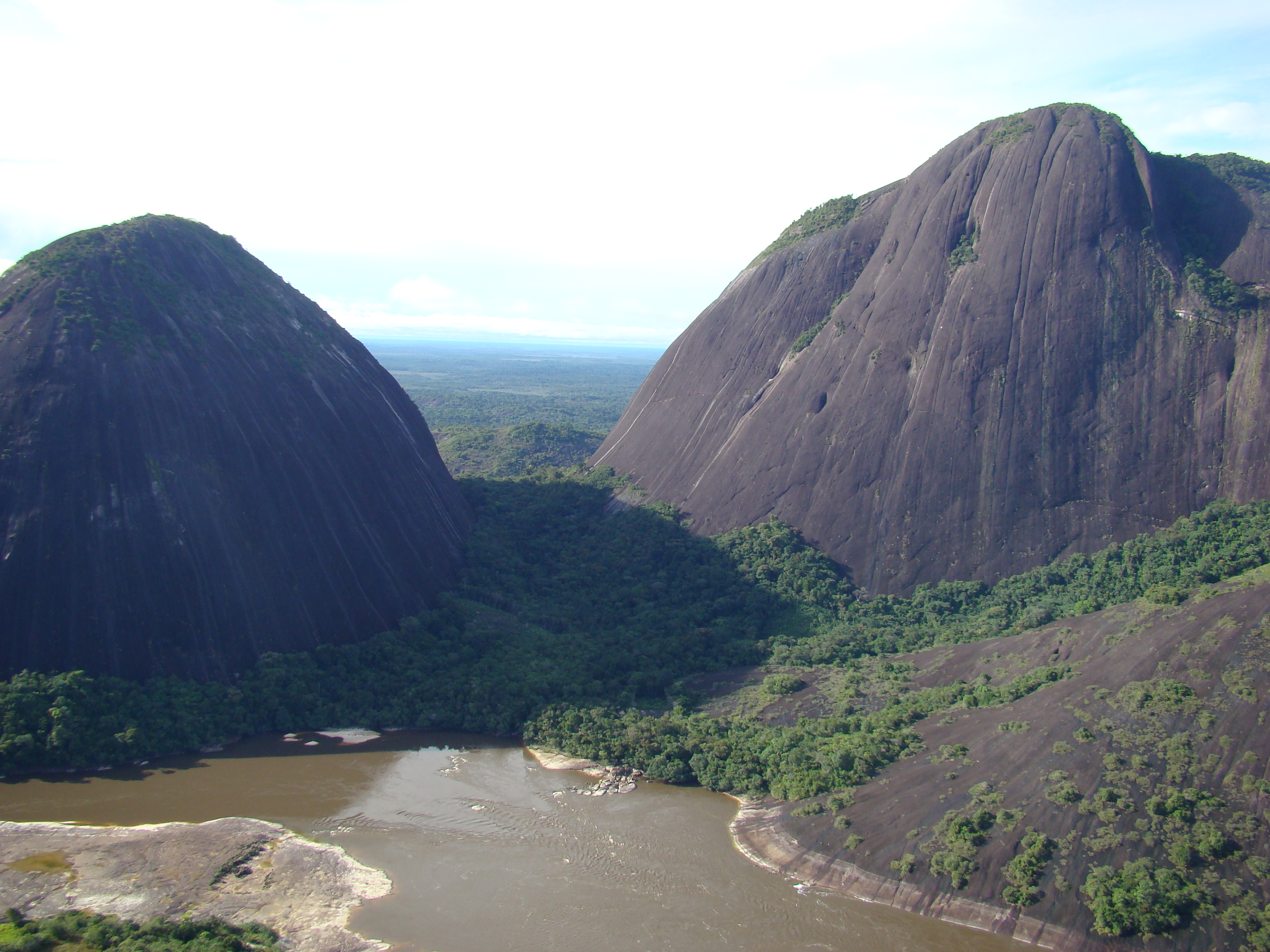
Cerros de Mavecure no Escudo das Guianas, na Colômbia

Grande parte do terreno do bioma Amazônia, especialmente ao redor dos rios, é de planícies. O Escudo das Guianas é uma área de planaltos ao longo da fronteira entre o Brasil, a Venezuela e a Guiana. As terras altas do sul da Amazônia atravessam partes de Rondônia e Mato Grosso e as partes do sul do Amazonas e do Pará.
A bacia amazônica é atravessada por cristas ou "paleoarcos" que conectam os escudos da Guiana e do Brasil Central e a dividem em sub-bacias geológicas. São eles o Arco de Iquitos ou Jutai, no Peru e no Acre, o Arco de Carauari, que atravessa o Rio Negro e o Solimões, o Arco do Purus, a oeste de Manaus, o Arco de Monte Alegre, a oeste do Tapajós, e o Arco do Gurupa, a oeste do Marajó. De acordo com o modelo paleoarco, as paleobacias entre os arcos formam centros de diversificação biológica. Assim, o Arco de Iquitos é considerado o principal motivo das diferentes espécies de sapos e roedores e dos diferentes tipos de floresta em ambos os lados da cordilheira.

### Solo
O solo é, em geral, muito pobre em nutrientes, e as áreas que foram desmatadas são, muitas vezes, inadequadas para agricultura ou pastagem. Grande parte do fósforo necessário para a vida é soprado pelo vento da África, como poeira diatomácea da Depressão de Bodélé e como fumaça devido à queima de biomassa na África. Há grandes variações regionais nos tipos de solo. Assim, 20% da bacia do Rio Negro é coberta por espodossolos e 55% por argissolos e ferralsolos, com o restante coberto por solos aluviais e litólicos e áreas dispersas de plintossolos hidromórficos. No bioma como um todo, os podzóis cobrem apenas 136 000 quilômetro quadrados (53 000 sq mi), ou 2,7% da área.

### Clima
No Brasil, a temperatura média do bioma é de 22 a 26 °C (71,6 a 78,8 °F) e a precipitação média é de 2 300 milímetros (91 pol), mas há grandes variações de uma região para outra. O bioma como um todo tem uma precipitação anual de 1 500 a 3 000 milímetros (59 a 120 pol), cerca de metade da qual é transportada pelos ventos do Atlântico e a outra metade pela evapotranspiração dentro do bioma. Há grandes variações na precipitação total e na distribuição da precipitação ao longo do ano.

### Água

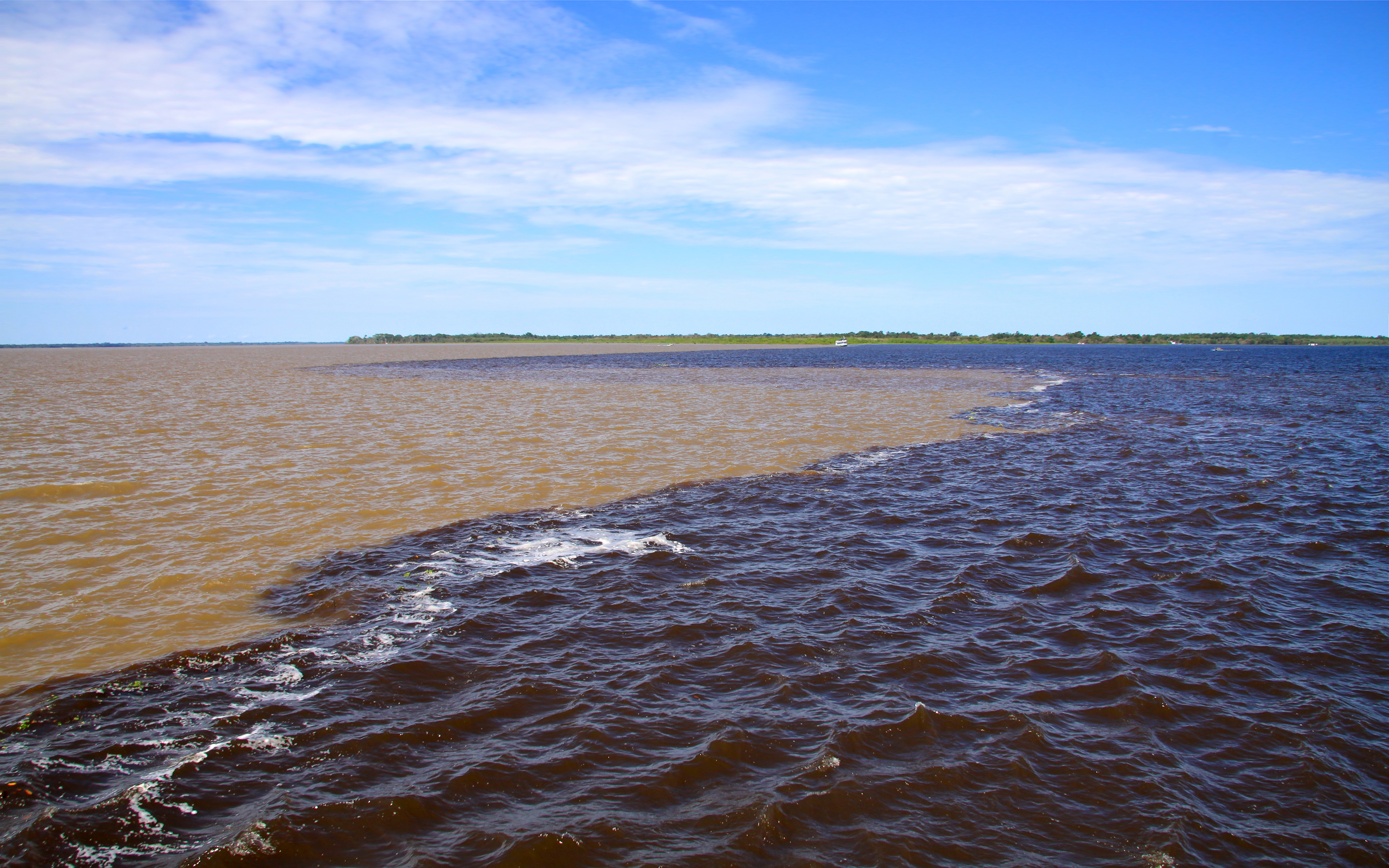
A água branca do Solimões e a água preta do Rio Negro convergem para formar o Rio Amazonas

A bacia hidrográfica do Amazonas abrange cerca de 5 846 100 quilômetro quadrados (2 300 000 sq mi). O Rio Amazonas é responsável por 15-16% do total de água despejada pelos rios nos oceanos do mundo. Os rios podem ser de águas pretas, brancas ou claras. Assim, o Rio Negro tem água límpida e preta, causada pela decomposição de matéria orgânica nos pântanos ao longo de suas margens, combinada com baixos níveis de lodo. O Rio Branco e o próprio Amazonas têm águas amareladas e carregadas de lodo. O Rio Tahuayo, na Área de Conservação Regional Tamshiyacu Tahuayo, no Peru, é classificado como um rio de águas pretas, mas muitas vezes tem química semelhante à dos rios de águas brancas da região, pois fica na planície de inundação do Rio Amazonas e recebe água do Amazonas.
A Amazônia e seus principais afluentes, como o Xingu, o Tapajós, o Madeira, o Purus e o Rio Negro, formam barreiras para a geodispersão de plantas, animais e insetos. Assim, o cairara-de-fronte-branca (Cebus albifrons) e o cabeludo (Pithecia hirsuta) são encontrados a oeste do Tapajós, enquanto o cuxiú-de-nariz-branco (Chiropotes albinasus) só é encontrado a leste do rio. O World Wildlife Fund divide o bioma em ecorregiões, geralmente definidas como as regiões situadas entre os principais afluentes do Amazonas.

## Ecossistemas

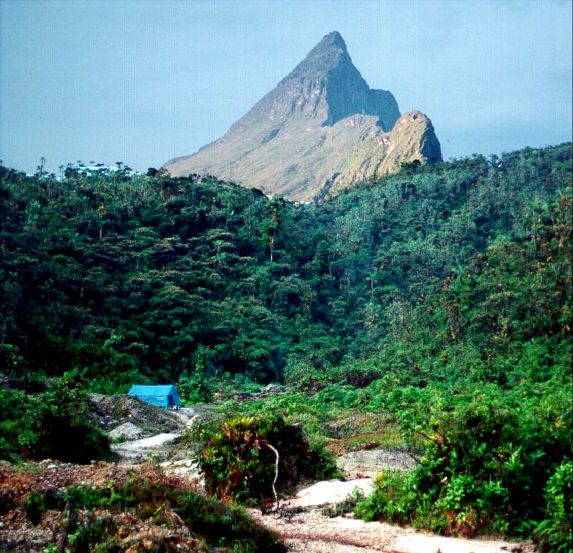
Pico da Neblina, na fronteira entre o Brasil e a Venezuela. O Parque Nacional do Pico da Neblina tem uma variedade de ecossistemas.

A maior parte do interior da bacia amazônica é coberta por floresta tropical. A densa floresta tropical amazônica é a maior floresta tropical do mundo. Ela cobre entre 5 500 000 e 6 200 000 quilômetro quadrados (2 100 000 e 2 400 000 sq mi) dos 6 700 000 a 6 900 000 quilômetro quadrados (2 600 000 a 2 700 000 sq mi) do bioma Amazônia. Os números um tanto vagos se devem ao fato de a floresta tropical se fundir com biomas semelhantes ao longo de suas fronteiras. A floresta tropical é uma floresta tropical de folhas largas, assim chamada porque a maioria das árvores tem folhas largas. A bacia também possui floresta ripária inundada ou várzea, floresta sazonal e savana. A floresta sazonal cobre grande parte da fronteira sudeste, com estações secas marcantes, quando há incêndios frequentes. O bioma Amazônia contém áreas de outros tipos de vegetação, incluindo campos, pântanos, bambus e florestas de palmeiras.
Há 53 ecossistemas principais e mais de 600 tipos de hábitat terrestre e de água doce. Desses ecossistemas, 34 são áreas florestais que cobrem 78% do bioma, 6 são andinos que cobrem 1,5%, 5 são planícies de inundação que cobrem 5,83%, 5 são savanas que cobrem 12,75% e duas são estepes tropicais que cobrem 1,89%. A Amazônia brasileira abriga 30 dos 53 ecossistemas, dos quais 19 são florestas com 77,5% da área. As fronteiras do bioma abrigam ecótonos onde ele se mistura com outros biomas, como o cerrado.
Dentro e entre os ecossistemas do bioma, há uma enorme diversidade biológica. Uma fonte diz que há cerca de 60.000 espécies de plantas, das quais 30.000 são endêmicas. Outra diz que há de 30.000 a 50.000 espécies de plantas. O Ministério do Meio Ambiente do Brasil, em janeiro de 2013, listou 2.500 espécies de árvores e 30.000 espécies de plantas. Há 1.400 espécies de peixes, 163 anfíbios, 387 répteis e mais de 500 mamíferos, incluindo 90 primatas. 87% dos anfíbios, 62% dos répteis, 20% das aves e 25% dos mamíferos são endêmicos do bioma. Sabe-se da presença de 109 espécies de lagartos e répteis anfisbenas e 138 espécies de cobras. Das 1.300 espécies de aves, 20% são endêmicas e 8,4% estão ameaçadas de extinção.
Uma área relativamente pequena pode conter uma variedade de ecorregiões. Assim, o Parque Nacional do Pico da Neblina, no norte do Amazonas, Brasil, contém campinarana, floresta tropical densa e contato entre campinarana e floresta tropical. As formações vegetais incluem florestas de terra firme e igapós. As florestas submontanas sobem os primeiros degraus do Planalto das Guianas até cerca de 1 000 metros (3 300 pé), seguidas pelas florestas montanas. Líquens e bromélias são encontrados até 2 000 metros (6 600 pé). Há também tundra alpina nos platôs tabulares.

### Floresta úmida

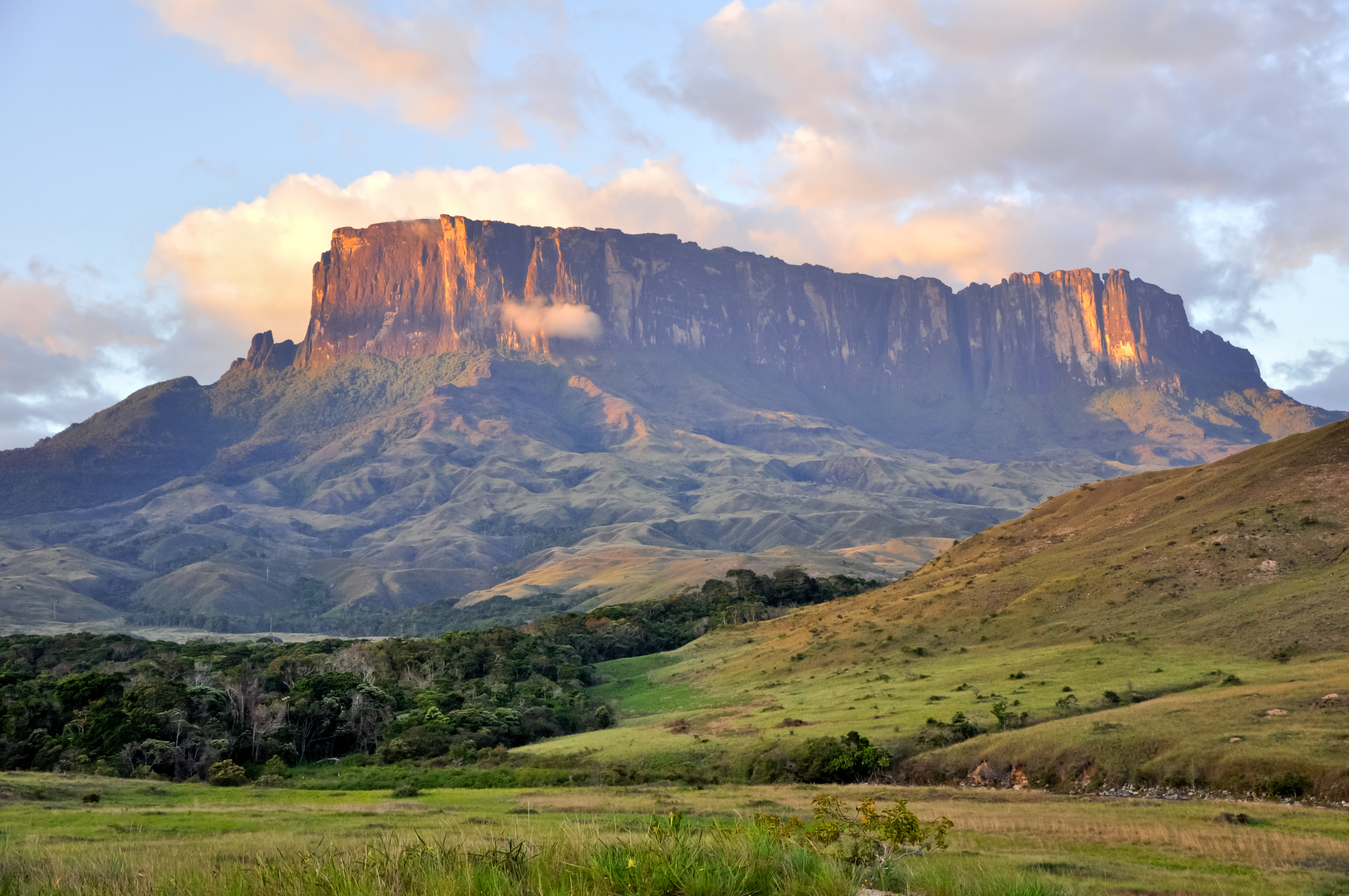
Kukenan Tepuy na Venezuela. Os topos dos tepuis possuem uma vegetação única.

A bacia amazônica contém várias grandes áreas de floresta úmida, coletivamente chamadas de floresta amazônica. Essas são as florestas úmidas de Caquetá, Japurá–Solimões–Negro, Juruá–Purus, Madeira–Tapajós, Napo, Purus–Madeira, Solimões–Japurá, Sudoeste da Amazônia, Tapajós–Xingu, Tocantins–Araguaia–Maranhão, Uatuma–Trombetas, Ucayali e Xingu–Tocantins–Araguaia. Cada uma delas tem uma vegetação distinta. Na definição mais ampla do World Wide Fund for Nature, o bioma Amazônia também incluiria os tepuis, montanhas de topo de mesa com vegetação única, o Negro-Branco, o Planalto das Guianas, o Piemonte das Guianas e as florestas úmidas de planície e de terras baixas das Guianas e a savana das Guianas.
No sudoeste da Amazônia, ao menos 161 500 quilômetro quadrados (62 000 sq mi) de floresta são dominados por bambus. Eles ocorrem em áreas onde houve elevação tectônica recente combinada com erosão mecânica rápida e drenagem deficiente. Em cada fragmento de bambus, todas as plantas florescem a cada 27–28 anos, produzindo um grande número de sementes antes de morrer. O Parque Estadual Chandless fica no centro da região da floresta de bambu do bioma Amazônia do sudoeste e tem três espécies endêmicas do gênero Guadua de bambu. A vegetação é classificada como floresta com palmeiras, floresta com bambu, floresta aluvial com bambu e floresta densa.

### Floresta inundada

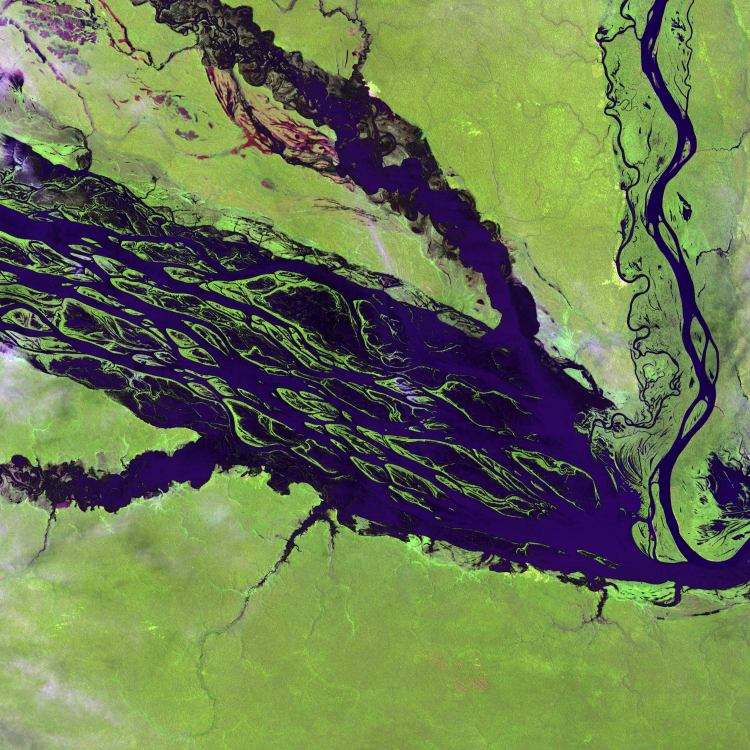
Igapó do Parque Nacional do Jaú visto do Landsat 7.

Antes do estudo de Ghillean Prance em 1979, a população local e muitos cientistas chamavam o pântano permanentemente alagado no baixo Amazonas de "igapó" e todos os tipos de terras periodicamente inundadas de "várzea". Uma definição mais recente, de Prance, é:
| Tipo de inundação | Tipo de água          | Nome                           |
| ----------------- | --------------------- | ------------------------------ |
| Sazonal           | Águas brancas         | Várzea sazonal                 |
| Sazonal           | Águas pretas          | Igapó sazonal                  |
| Maré              | Água salgada          | Mangue                         |
| Maré              | Reserva de água doce  | Várzea maré                    |
| Chuva irregular   |                       | Floresta de várzea             |
| Permanente        | Águas brancas         | Floresta permanente de pântano |
| Permanente        | Águas pretas e claras | Igapó permanente               |

As principais áreas inundadas incluem as várzeas de Iquitos, Purus, Monte Alegre, Gurupa e Marajó. A várzea de Majaró fica na foz do Amazonas e é afetada por fluxos de água doce e de maré.

### Campina e campinarana
Campina é uma floresta aberta em solo arenoso, onde a luz do sol pode atingir o solo. Mais da metade das espécies de orquídeas das terras baixas da Amazônia são encontradas nesse tipo de floresta. Os termos campina e campinarana descrevem savanas de areia branca que são muito pobres em nutrientes. Elas podem ser inundadas periodicamente ou sazonalmente e, nesse caso, as raízes sofrem com a falta de aeração. A vegetação é atrofiada. Para alguns, a campina se distingue por ser completamente sem árvores. O termo "campinarana" é usado para a transição entre a campina e a floresta tropical.
A campinarana é encontrada em áreas isoladas das bacias do Rio Negro e do Rio Branco, no norte do Brasil. Manchas de campinarana, que podem cobrir vários milhares de quilômetros quadrados, são encontradas na região de transição entre o Escudo das Guianas e a bacia Amazônica. A campinarana é normalmente encontrada em areias brancas lixiviadas ao redor de depressões circulares pantanosas em florestas tropicais úmidas de terras baixas. O solo é pobre em nutrientes, com húmus altamente ácido. A Campinarana inclui savana, matagal e florestas. A savana é composta principalmente de gramíneas e líquens, encontrada nas planícies úmidas ao lado de lagos e rios. O matagal tem areia nua, plantas herbáceas, arbustos e árvores com menos de 7 metros (23 pés) de altura.

### Restinga

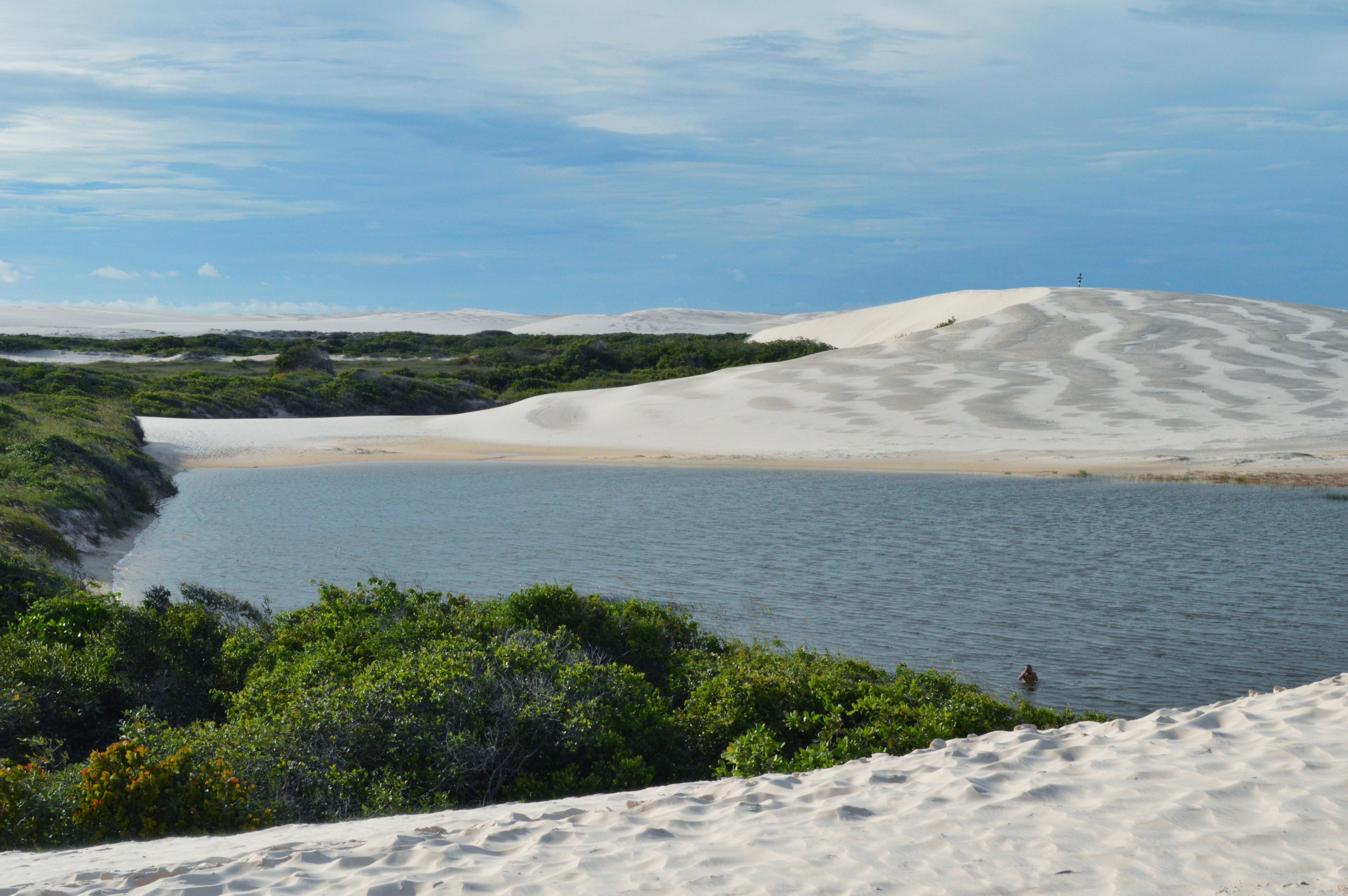
Dunas e vegetação em Parque Nacional dos Lençóis Maranhenses.

As restingas do Nordeste são hábitats de dunas costeiras que se estendem ao longo da costa do nordeste do Brasil, intercaladas com lagoas, manguezais e manchas de savana de caatinga. A terra atrás das dunas pode incluir bromélias, samambaias, arbustos, e gramíneas. As áreas mais expostas abrigam principalmente gramíneas de altura média e arbustos, enquanto as áreas abrigadas abrigam manchas de cactos e matagais baixos e secos. A fauna inclui saguis e jaguarundis, morcegos-de-tromba, Saccopteryx leptura, Pteronotus davyi, cabeças-secas, colhereiros-americanos, garças-brancas-grandes, garças-vaqueiras, socós-dorminhocos e biguás. A ecorregião tem várias espécies endêmicas. O Parque Nacional dos Lençóis Maranhenses protege uma grande área desse hábitat.

## Conservação
Das 1.149 áreas protegidas federais e estaduais no Brasil em 2014, 247 abrangendo 1 100 000 quilômetro quadrados (420 000 sq mi) estavam no bioma Amazônia e representavam 73% da área total protegida nos níveis federais e estaduais no Brasil. As unidades federais cobriam 587,000 quilômetro quadrados (226,642 sq mi) e as unidades estaduais cobriam 523,000 quilômetro quadrados (201,931 sq mi). Essas unidades incluíam parques nacionais e estaduais de proteção integral (22%), estações ecológicas (9%), reservas biológicas (4%) e refúgios de vida silvestre, bem como florestas nacionais e estaduais de uso sustentável (26%), áreas de proteção ambiental (17%), reservas extrativistas (12%), reservas de desenvolvimento sustentável (10%) e áreas de interesse ecológico. Mais de 15 000 quilômetro quadrados (5 800 sq mi) do bioma Amazônia brasileiro foram desmatados entre 2008 e 2012, dos quais apenas 6% ocorreram dentro de áreas protegidas. 71% das áreas protegidas federais e estaduais no Brasil não sofreram desmatamento nesse período.
Apesar de o Fórum Econômico Mundial classificar o Brasil em primeiro lugar no mundo em termos de potencial de turismo de natureza, o país está em 52º lugar em competitividade turística quando fatores como infraestrutura são considerados. O baixo uso público, em parte devido à inacessibilidade dos parques nacionais e federais da Amazônia, significa que eles não conseguem sustentar as economias locais e, portanto, carecem de apoio da sociedade, especialmente das comunidades locais. As florestas nacionais e estaduais têm baixos níveis de contratos formais de extração sustentável de madeira, sendo a Floresta Nacional do Tapajós, no Pará, uma exceção. O Brasil tem sistemas sólidos para monitorar a cobertura da terra e o desmatamento, mas, em 2014, 64% dos gestores de áreas protegidas disseram não ter monitorado a biodiversidade nos últimos cinco anos e mais da metade disse não ter ferramentas para monitorar o desenvolvimento social e ambiental.

## Ameaças

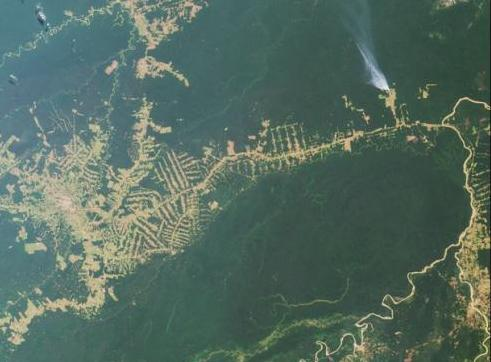
Rio Branco e BR-364 em 2000 mostrando padrões de desmatamento em "espinha de peixe".

O "Arco do Desmatamento" está localizado nas fronteiras leste e sul do bioma. Em 2006, cerca de 16% do bioma Amazônia no Brasil havia sido desmatado. Imagens de satélite mostram que, no período de 2006 a 2011, o desmatamento total no bioma Amazônia foi de 45 100 quilômetro quadrados (17 000 sq mi), dos quais 34 700 hectares (86 000 acre(s)s) estavam nos três estados produtores de soja: Mato Grosso, Pará e Rondônia. Uma pesquisa de 2009 mostrou que, das 620 áreas recentemente desmatadas, 203, ou 32%, foram convertidas em pastagens, enquanto 12, ou menos de 1%, estavam sendo usadas para a soja.
O bioma não é o mesmo que a Amazônia Legal, que cobre uma área maior do Brasil. O bioma Amazônia cobre cerca de 82% da Amazônia Legal se o cerrado e a campinarana forem excluídos. Os defensores da agricultura de soja apontam que as fazendas de soja na Amazônia Legal ocupam principalmente áreas de cerrado, e não o bioma Amazônia. Uma declaração da Cargill em 2006 dizia: "A soja ocupa menos de 0,6% da terra no bioma Amazônia hoje, e a maior parte dessa soja é cultivada nas margens do bioma Amazônia, na área de transição entre o Cerrado e a floresta." Uma avaliação de 2010 dos agricultores de soja associados ao Amaggi constatou que 62,55% das propriedades produziam 78,09% da safra no bioma cerrado, enquanto 37,45% produziam 21,91% da safra no bioma Amazônia.

Em 2000, o governo brasileiro proibiu a criação de plantações de cana-de-açúcar no bioma Amazônia. Em 2010, um decreto presidencial disponibilizou crédito a juros baixos para o desenvolvimento do dendê, mas somente em terras que haviam sido desmatadas antes de 2008. Essa pode ser uma solução econômica ambientalmente sustentável.